# 社内失業
社内失業（）は、本来解雇され、失業者となる可能性の高い被雇用者、あるいはその状態。特に日本の雇用制度での正規雇用と呼ばれる形態にある人を指して言うことが多い。法律上の制約によって解雇されない状態にあり、かつ公的支援により猶予されている状態で、それらの規制や支援が無くなった場合には失業者となる、潜在的な失業者をさす。
正規雇用での社会保障や賃金と言った厚遇が税金によって保護されており、逆進的な社会保障の側面があり、経済全体でみた場合には失業させた方が有意であるとの見方がある。